# 元岡・桑原遺跡群

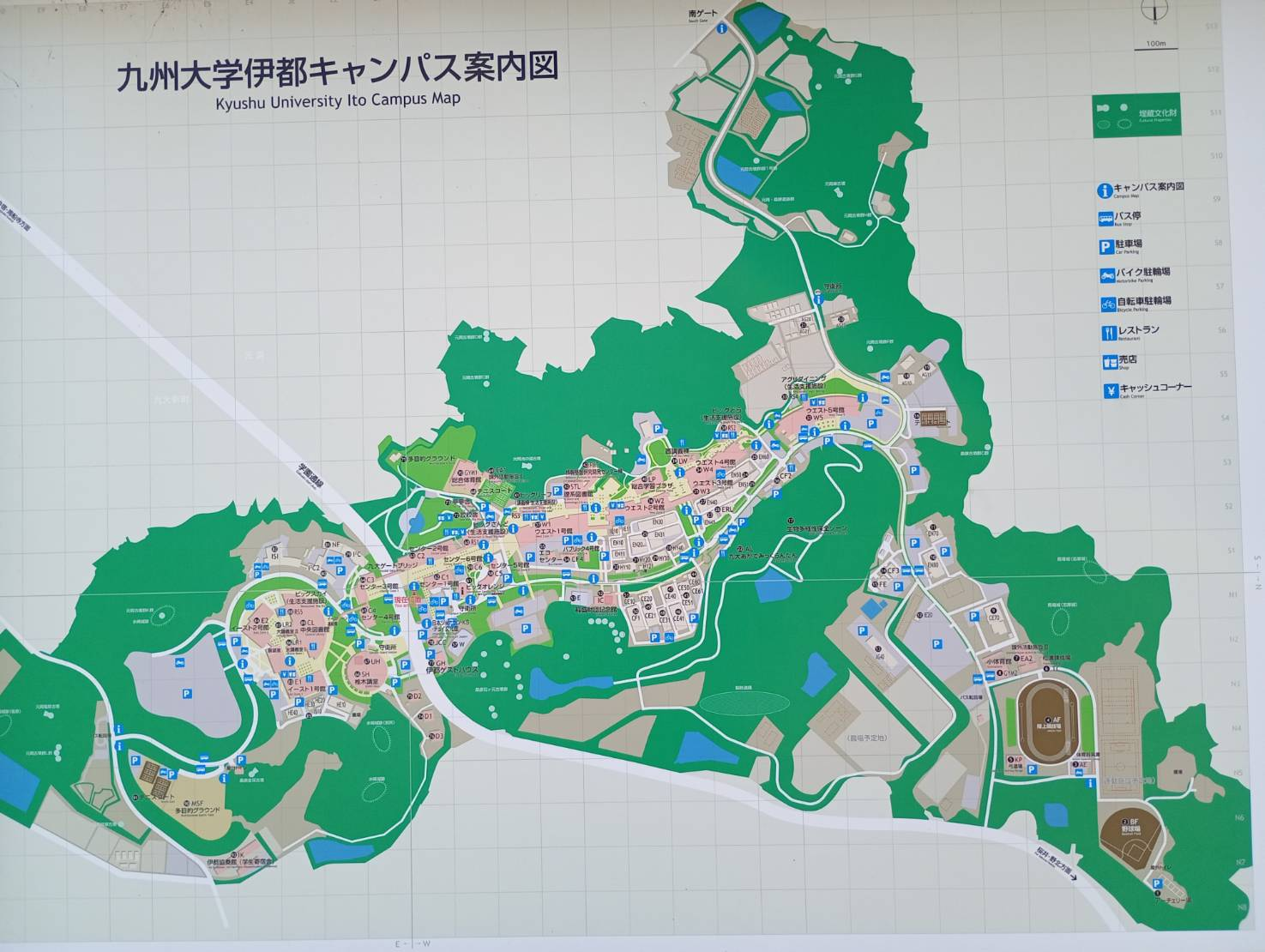
九州大学伊都地区に設置されているキャンパスマップ。元岡・桑原遺跡群を構成する遺跡がプロットされている。

元岡・桑原遺跡群（もとおか・くわばるいせきぐん）は福岡県福岡市西区に位置する遺跡群。旧石器時代から人々の活動が確認され、以降縄文時代、弥生時代、古墳時代、奈良時代、平安時代、中世、近世にいたるまで遺構・遺物が確認されている。

## 旧石器時代
元岡・桑原遺跡群で最も古い時代の痕跡は旧石器時代の石器である。3次・50次調査で旧石器時代の遺物包含層が調査されたが、いずれも縄文時代草創期から早期の遺物と混在していた。これらの調査以外には2次・15次・18次・20次・48次・54次調査で旧石器時代の石器が検出されている。付近に存在する大原D遺跡（おおばるD-）をあわせ、この地域の遺物はナイフ形石器文化期の石器群と細石刃文化期の石器群から構成されている。ただし、大原D遺跡の石器は佐賀県の腰岳や長崎県の星賀半島といった遠隔の黒曜石産地から運ばれてきたものが主体であって現地での石器製作が盛んではないのに対し、元岡・桑原遺跡群の石器は星賀の黒曜石も入ってきているものの本地点における原石からの石器製作が想定されている。前者は福岡県南部の既存の遺跡と同様の傾向で、後者は福岡市の羽根戸原C遺跡や佐賀県唐津市の上場台地と同様の傾向を示す。

## 縄文時代
3次調査で縄文時代草創期末から早期前半の資料が発見された。時期によって気候変動の影響でやや変化はあるが、ヨシが生育する湿地で周辺にはススキ、チガヤ、ササ類などが生育しているような比較的開かれた環境であったとみられる。遺構としては集石遺構33基、炉穴1基、焼土面などが検出されている。集石遺構の出土状況から3次調査地点は東エリアと西エリアに二分され、遺構を中心とした生活空間が復元できる。炉穴は福岡県内で初の出土で、南九州のものと形態が共通している。52次調査では石鏃10点などが出土していて、草創期の可能性が高い。形態が珍しく、ほとんどがサヌカイト製で黒曜石製の石鏃が1点のみという点も独特である。58次調査では早期の遺構として集石遺構3基、黒曜石原石の集中箇所、土坑1基が、遺物として縄文土器、石器が確認された。Ⅰ層では腰岳産の黒曜石、Ⅱ層の黒曜石原石の集中箇所では長崎県針尾島産の黒曜石が出ている。58次調査地点では条痕文・刺突文・撚糸文・押型文という縄文時代早期の土器が層位的に確認できたことから、この地域の縄文早期の時間軸を設定するために大きな意義をもつとされる。
縄文時代後期の貝塚として桑原飛櫛貝塚（くわばるひぐし-）と元岡瓜尾貝塚（もとおかうりお-）が存在する。桑原飛櫛貝塚は中期後半から後期前半の貝塚で、九州の土器のほかに瀬戸内や朝鮮半島の土器が出土している。また西北九州型の釣針の出土から西九州漁撈文化に属することが考えられる。埋葬遺構（第1-第5号土壙墓）と人骨（1-6号人骨）はこの時期の北部九州では稀少であり、とくに1号人骨には中国新石器時代の形式に共通する抜歯の風習が確認されている。蛇を模した土製品や九州最古の例であるヒスイは中部地方との関係を示唆する。元岡瓜尾貝塚は後期中頃から後半の貝塚で、正式な発掘調査は行われていないものの九州の土器を中心に一部中国地方の彦崎K1式土器などが確認されている。

## 弥生時代
42次・52次調査では、弥生時代中期後半から後期、そして古墳時代前期にかけての膨大な量の遺物が検出された。朝鮮半島、楽浪郡、中国地方の土器、貨泉、五銖銭などが出土することから当時の交易の拠点であったと想定されていると同時に、シカや高床建物を描いた土器や琴板が出土することから農耕祭祀の場でもあり、さらに鳥や人面を象った木製品などの集中した出土からは水辺の祭祀をおこなっていた可能性も指摘される。

## 古墳時代

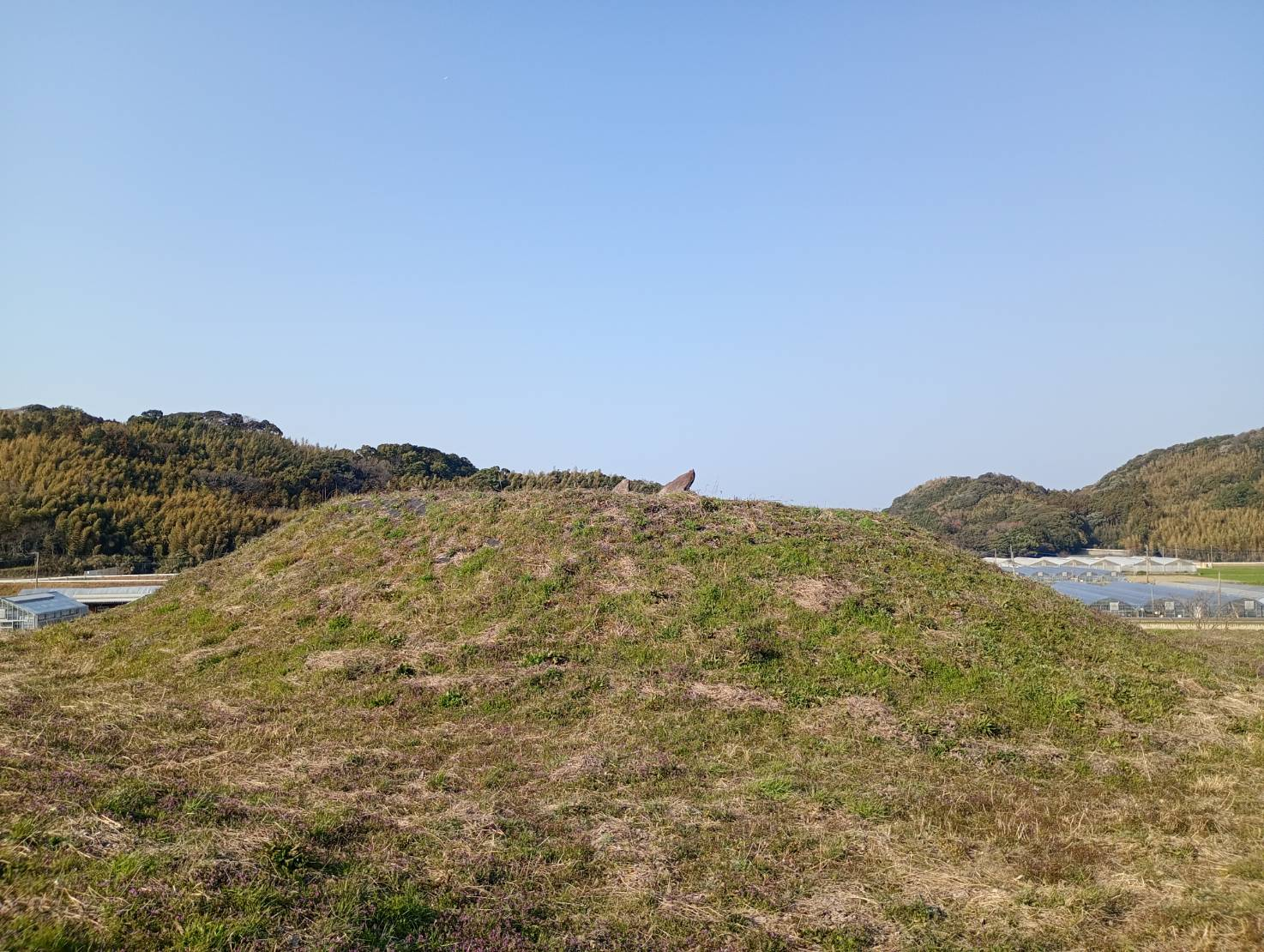
元岡経塚古墳

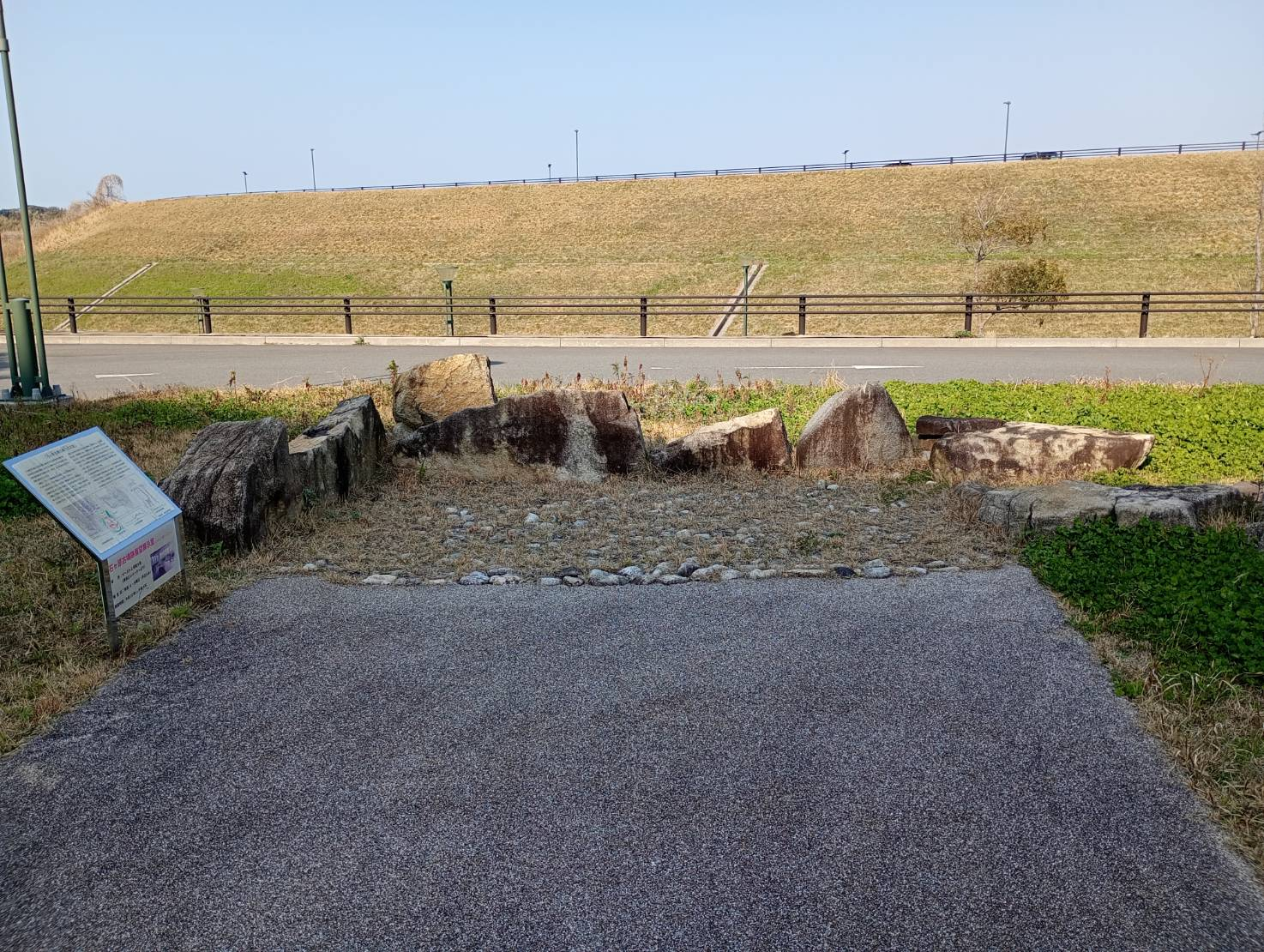
移築保存された元岡石ヶ原古墳石室

古墳時代前期と考えられる前方後円墳に桑原金屎古墳（くわばるかなくそ-）、元岡E-1号墳、塩除古墳（しおよけ-）、元岡池ノ浦古墳（もとおかいけのうら-）がある。桑原金屎古墳は4世紀末から5世紀初頭に築造された、全長23.8メートルの前方後円墳である。埋葬主体部は割竹形木棺を納めた粘土槨で、銅鏡2面を副葬する。元岡E-1号墳は4世紀後半代の築造とみられる、全長35メートルの前方後円墳である。主体部は木棺直葬の粘土槨と考えられ、銅鏡1面が副葬されていた。塩除古墳は全長53.5メートルの前方後円墳である。正式な発掘調査は実施されておらず、土器・埴輪が確認されていないため確実な年代は不明だが、古墳時代前期かその前後の時期の築造と考えられる。墳丘には葺石が葺かれており、電気探査の成果によると主体部は粘土槨または木棺直葬の可能性がある。元岡池ノ浦古墳は古墳時代前期後半に築造された、全長（推定）60メートルの前方後円墳である。近隣に存在する泊古墳群（とまり-）に属する泊大塚古墳（とまりおおつか-）、御道具山1・2号墳（おどうぐやま-）も元岡・桑原遺跡群と一体の地域として関連するものと考えられる。
古墳時代中期と考えられるのが大型円墳である経塚古墳（きょうづか-）である。経塚古墳は5世紀中頃に築造された、直径30メートルの円墳である。墳丘には葺石が葺かれ、埴輪がおかれていたと考えられる。主体部は未調査である。
古墳時代後期には前方後円墳の元岡石ヶ原古墳（もとおかいしがはら-）と峰古墳（みね-）のほかに、桑原石ヶ元古墳群（くわばるいしがもと-）、桑原古墳群A群、元岡古墳群N群、同G群といった群集墳が存在する。元岡石ヶ原古墳は6世紀中葉に築造され6世紀後半まで追葬がおこなわれた、全長49メートルの前方後円墳である。主体部は横穴式石室であったが、調査時点でほとんどの石材は抜き取られていた。出土遺物は須恵器のほか大刀、鉄鏃などがある。峰古墳は全長（推定）56メートルの前方後円墳である。年代については発掘調査を経ていないので確定しないが、墳丘の形態などから石ヶ原古墳にやや先行するとされる。桑原石ヶ元古墳群は5世紀中頃に築造が開始され一部8世紀まで追葬がおこなわれる円墳32基の古墳群である。石ヶ元古墳群では朝鮮半島の土器や武器、製鉄関連遺物が出土することから、朝鮮半島系の工人集団の存在が示唆される。元岡古墳群G群は方墳と円墳の計6基からなる古墳時代後期の古墳群で、糸島半島における古墳築造の最終段階にあたる首長墓群である。とくにG-6号墳からは庚寅銘大刀や全長12センチメートルの大型青銅鈴が出土したことが重要視される（→庚寅銘大刀#元岡G-6号墳も参照）。
このほか、20次・27次調査では古墳時代前期から7世紀にわたって長期的に営まれた集落も発見されている。

## 奈良時代
古代の遺構・遺物で注目されるものとして、木簡（7次・15次・18次・20次調査）、製鉄遺構（7次・12次・18次・20次・24次調査）が発見されている。
木簡は荷札、郡符木簡、祭祀に関するもの、年紀・地名・人名を示したもの、貢納や税に関するものなどが出土している。年代を示すものには「壬辰年」（692年、1号木簡）「大寶元年辛丑」（701年、8号木簡）、「延暦四年」（785年、1号木簡・36号木簡）が存在する。地名や人名を示すものには『倭名類聚抄』や現存最古の戸籍の一つである「筑前国嶋郡川辺里戸籍」に記載された地名・人名に共通するものもある。人名のうち、「健部」、「久米部」などは軍事に関係し、「己西部」は朝鮮半島に関係するものであり、7世紀の元岡・桑原地域に朝鮮半島支援の軍事拠点が合ったこととの関わりが考えられる。木簡以外の文字資料としては、80点余りの墨書土器も出土している。
製鉄炉は遺跡群内で50基近く発見されており、おおよそ8世紀代のものである。送風管は土製品が一般的だが木製のものが10点以上出土している。金属学的分析によると、この遺跡群では刃金原料に適した操業をおこなっていた可能性も指摘されており、8世紀中頃の新羅との関係悪化による武器整備に関連する可能性もある。

## 平安時代
31次調査では9世紀の瓦窯跡が発見された。検出された瓦窯跡は1基のみであったが、出土する瓦には大きく2系統が存在するためもう1系統の瓦を焼いていた窯も元来は存在したと思われる。出土した瓦は丸瓦と平瓦のみであり、軒丸瓦・軒平瓦は確認されていない。本州以東では平瓦の製作方法がすでに一枚作りに移行していたのに対し、九州では統一新羅から伝来した桶巻作りの技法が用いられていることが改めて確認された。

## 中世以降
4次・18次・56次・59次調査で中世の集落跡が、15次・18次調査で中世前半の水田が、36次調査では古代から中世前半の墓地が発見された。
中世の山城は38次・45次調査で遺構が確認された「水崎城」のほか、58次調査で「元岡峰城」が発見され、また18次調査では「大神城」に続く可能性がある登山道も検出された。周辺には志摩城、柑子岳城が所在する。山城の時期は、遺物がないため確実ではないが戦国時代の15-16世紀ごろと考えられる。
江戸時代にはこの地域は農村であり、36次・63次調査でこの時代の墓地が発掘されている。

## 調査歴

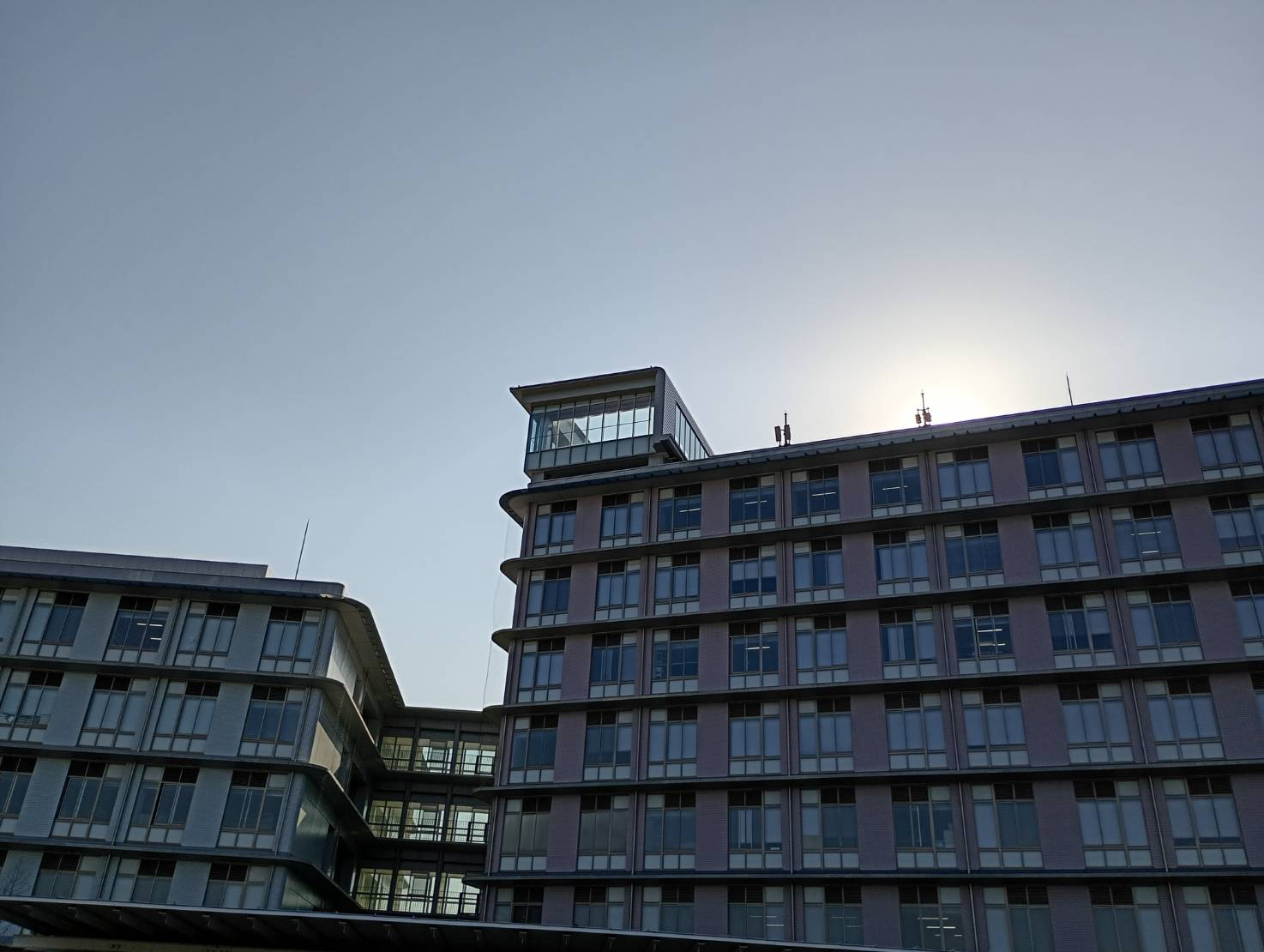
九州大学石ヶ原古墳跡展望展示室（伊都キャンパスイースト1号館の最上階）

元岡・桑原の周辺に遺跡が存在することは早くから知られていた。古いものでは明治時代の骨董商である江藤正澄が著書『随神屋集古図説』に糸島郡元岡村古墳発見の器台などを記録している。
元岡・桑原遺跡群が本格的に調査されたことになった契機は1994年に決定された九州大学統合移転事業である。1995年から1996年に踏査、試掘・確認調査が、1996年から2015年にかけて66次にわたる発掘調査がおこなわれた。キャンパス造成のため破壊されることとなった石ヶ原古墳の位置に九州大学石ヶ原古墳跡展望展示室が設置されている。

## 文化財指定
国指定重要文化財

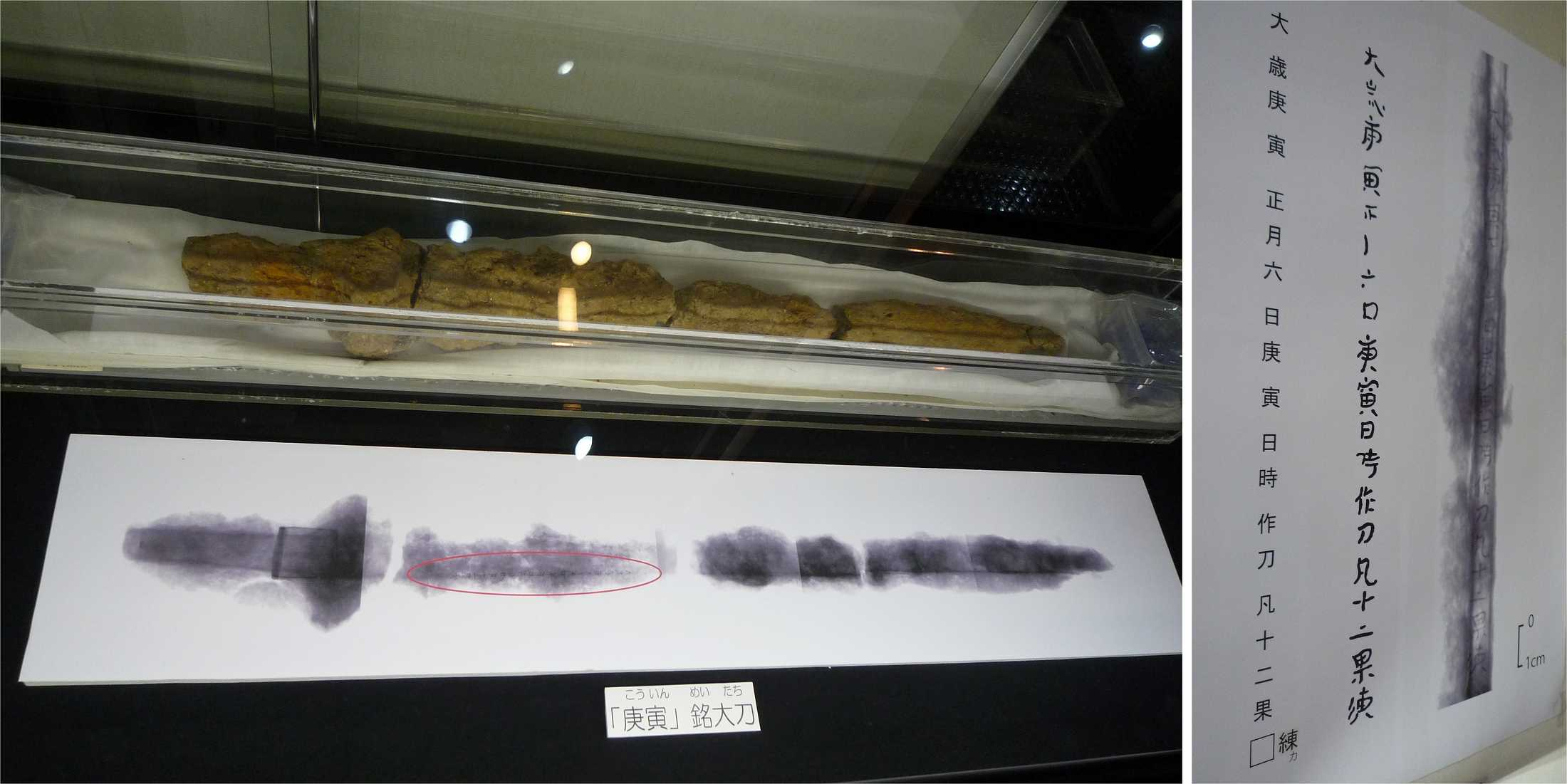
元岡G-6号墳出土の庚寅銘大刀（2011年10月9日撮影）

- 金錯銘大刀（附 伴出遺物287点） - 2019年7月23日指定

福岡県指定文化財
- 元岡瓜尾貝塚 - 1967年2月3日指定